# 694 (numero)
Seicentonovantaquattro è il numero naturale dopo il 693 e prima del 695.

## Proprietà matematiche
- È un numero pari.
- È un numero composto con 4 divisori: 1, 2, 347, 694. Poiché la somma dei suoi divisori (escluso il numero stesso) è 350 < 694 è un numero difettivo.
- È un numero semiprimo.
- È un numero nontotiente.
- È un numero triangolare centrato.
- È un numero felice.
- È un numero congruente.
- È parte della terna pitagorica (694, 120408, 120410).
- È un numero palindromo nel sistema di numerazione posizionale a base 11 (1C1).
- È un numero malvagio.

## Astronomia
- 694 Ekard è un asteroide della fascia principale del sistema solare.
- NGC 694 è una galassia lenticolare della costellazione dell'Ariete.

## Astronautica
- Cosmos 694 è un satellite artificiale russo.